# Loupiac (Lot)
 Loupiac  (en occitano Lopiac) es una comuna y población de Francia, en la región de Mediodía-Pirineos, departamento de Lot, en el distrito de Gourdon y cantón de Payrac.
Su población en el censo de 1999 era de 267 habitantes.
Está integrada en la Communauté de communes Haute Bourriane .

## Demografía
| 226 | 232 | 232 | 243 | 210 | 267 |
| Para los censos de 1962 a 1999 la población legal corresponde a la población sin duplicidades (Fuente: INSEE [Consultar]) |     |     |     |     |     |